# Eli Bowen
Eli Bowen (ur. 14 października 1844 w Richland County, zm. 4 maja 1924 w Nowym Jorku) – amerykański artysta cyrkowy, znany jako „beznogi akrobata” lub „beznogi cud”.
Był jednym z ośmiorga dzieci Roberta i Sary Bowen. W wyniku wady rozwojowej kończyn (fokomelii) nie doszło do uformowania nóg, zaś jego stopy wyrastały bezpośrednio ze stawów biodrowych. Uczył się chodzić wykorzystując klocki drewniane, z czasem udało mu się na tyle wzmocnić przez ćwiczenia klatkę piersiową, że zaczął zajmować się ćwiczeniami akrobatycznymi. W 1857, mając 13 lat po raz pierwszy wystąpił z wędrowną grupą cyrkową Major Brown's Colosseum. W czasie swoich pokazów wykonywał przewroty i salta. Na stałe z cyrkiem związał się po śmierci swojego ojca w 1865.
W latach 1876–1879 występował w Pullman Brothers Side Show, a w latach 1879-1897 w trupie Cooper, Bailey & Co. Od 1897 występował w Anglii jako artysta prestiżowego cyrku Barnum & Bailey. Jego popisowym numerem były akrobacje na drążku. Występował także z bezrękim Charlesem Trippem, z którym razem jeździli na rowerze. W cyrku Bowen pracował przez większość swojego życia, pod koniec występując w cyrku na nowojorskiej Coney Island. 

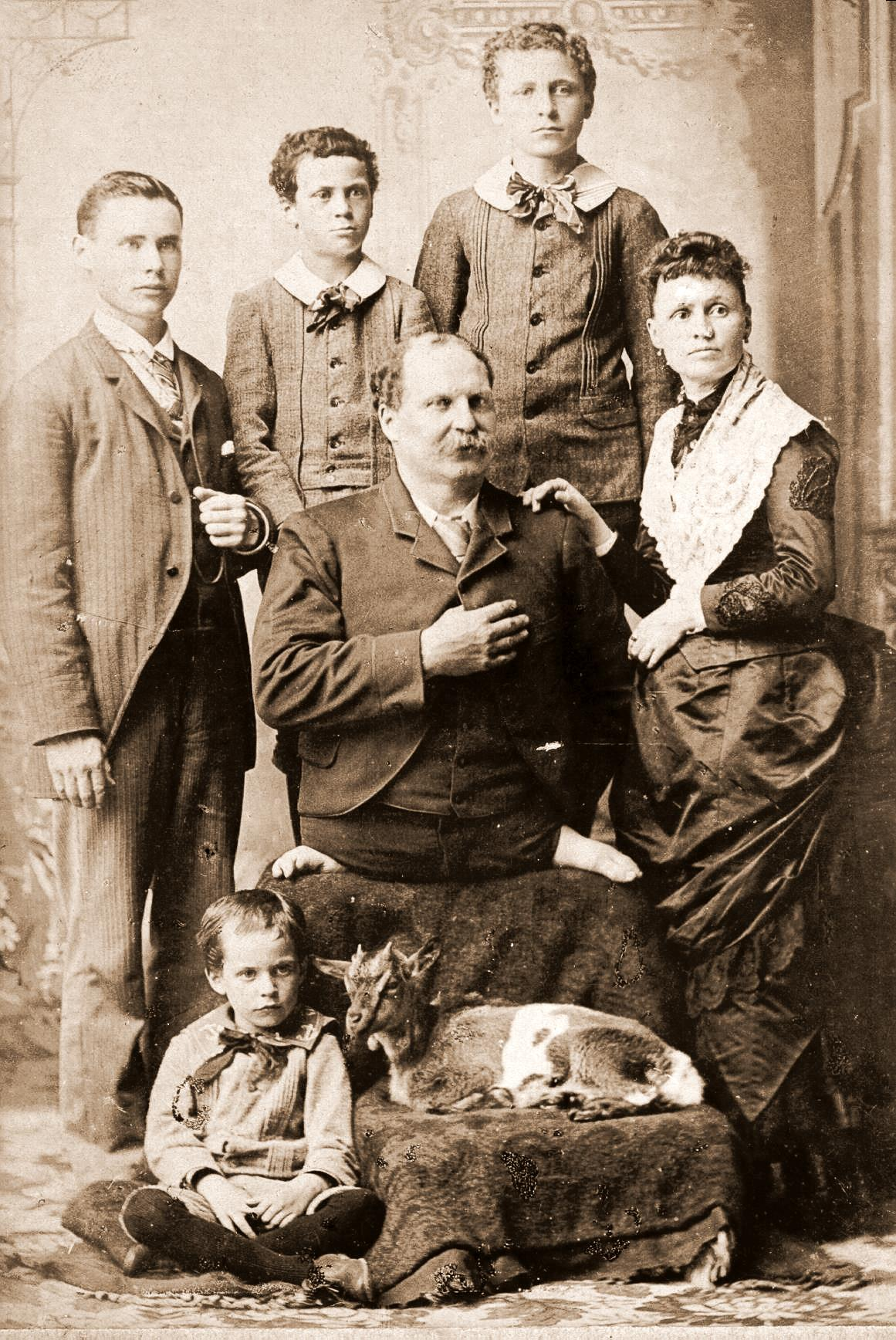
Eli Bowen z rodziną

W 1870 poślubił Marthę N. Haines, z którą miał czterech zdrowych synów. Zmarł na zapalenie opłucnej, wywołane zapaleniem płuc. Pochowany w Lowell (Indiana).
W 1880 ukazała się jego krótka biografia pt. The Wonder of the Wide, Wide World: The True History of Mr. Eli Bowen.